# Brendan Muldowney
Brendan Muldowney est un réalisateur irlandais.

## Biographie
Brendan Muldowney est diplômé de l'Institut d'art et de design de Dun Laoghaire, en Irlande (The National Film School). Son premier long métrage, Savage, a été financé par l'Irish Film Board et produit par SP Films. Il a écrit et réalisé neuf courts métrages primés. Innocence a remporté le Tiernan McBride, prix du meilleur court-métrage irlandais au Galway Film Fleadh 2002 parmi tant d'autres, tandis que Les Dix Marches (The Ten Steps) a remporté douze prix à travers le monde dont le meilleur court-métrage au Sitges Film Festival 2004.

## Filmographie

### Directeur de la photographie
- 1994 : The Lodger (court-métrage)

### Réalisateur

#### Longs-métrages
- 1998 : Retribution in the Year 2050
- 2009 : Savage
- 2013 : Love Eternal
- 2017 : Last Crusade - Les Gardiens de la relique (Pilgrimage)

#### Courts-métrages
- 1994 : The Blind Lemmings Story
- 1999 : The Message
- 2002 : Innocence (également producteur)
- 2003 : Church of Acceptance
- 2003 : The Honourable Scaffolder (également producteur)
- 2004 : Beauty Queen
- 2004 : Les Dix Marches
- 2006 : Final Journey

### Ingénieur du son
- 2014 : Indigo Grey : The Passage (court-métrage)

### Scénariste

#### Longs-métrages
- 1998 : Retribution in the Year 2050
- 2009 : Savage
- 2013 : Love Eternal

#### Courts-métrages
- 1994 : The Blind Lemmings Story
- 2002 : Innocence
- 2003 : Church of Acceptance
- 2004 : Beauty Queen
- 2004 : Les Dix Marches
- 2006 : Final Journey
- 2011 : Ten Steps

## Récompenses et distinctions
- (en) Brendan Muldowney: Awards, sur l'Internet Movie Database